# Accident (album)
 Accident  is het eerste solo-album van de Britse progressieve rock musicus John Greaves.

## Tracklist
1. Photography - 3:52 (John Greaves, Peter Blegvad)
2. Salt - 4:13 (John Greaves)
3. Accident - 3:55 (John Greaves, Peter Blegvad)
4. Milk - 3:20 (John Greaves, Peter Blegvad)
5. Irma - 3:35 (John Greaves, Peter Blegvad)
6. Sad Emission - 3:31 (John Greaves, Peter Blegvad)
7. Wax - 3:31 (John Greaves, Peter Blegvad)
8. Ruby - 3:49 (John Greaves)
9. The Rose Sob - 2:44 (John Greaves, Peter Blegvad)
10. Silence - 3:33 (John Greaves, Peter Blegvad)
11. For Bearings - 0:47 (John Greaves, Peter Blegvad)

## Bezetting
- John Greaves zang, basgitaar, keyboard

Met medewerking van:
- Pascale Son achtergrondzang
- Dominique Guiot gitaar
- Armand Frydman keyboard
- Philippe Gisselman saxofoons
- Pip Pyle (1/4/7/9/10) slagwerk
- Kirt Rust slagwerk
- Yochk'o Seffer altsaxofoon
- Marc Richard altsaxofoon
- Jean-Luc Fauvel gitaar
- Geoff Richardson altviool
- Jacqueline Cahen zang
- Jean-Michel Bertrand percussie